# فرورفتگی ماری
فرورفتگی ماری (انگلیسی: Mari Depression) یک پهنه و فرورفتگی در استان ماری ال کشور روسیه است.